# Campionati del mondo di atletica leggera indoor 1987
I Campionati del mondo di atletica leggera indoor 1987 (1ª edizione) si svolsero all'Hoosier Dome di Indianapolis, negli Stati Uniti d'America, dal 6 all'8 marzo. La competizione era stata precedentemente nota con il nome di Giochi mondiali indoor, denominazione usata solo in occasione di Parigi 1985.
Essendo il secondo avvenimento di questo tipo, ci furono moltissimi record dei campionati; infatti ogni competizione femminile fece segnare un nuovo primato.

## Medagliati

### Uomini
| Specialità | Oro               | Prestazione | Argento             | Prestazione | Bronzo               | Prestazione |
| Corse piane |                   |             |                     |             |                      |             |
| 60 m | Lee McRae         | 6"50        | Mark Witherspoon    | 6"54        | Pierfrancesco Pavoni | 6"59        |
| 200 m | Kirk Baptiste     | 20"73       | Bruno Marie-Rose    | 20"89       | Robson da Silva      | 20"92       |
| 400 m | Antonio McKay     | 45"98       | Roberto Hernández   | 46"09       | Michael Franks       | 46"19       |
| 800 m | José Luíz Barbosa | 1'47"49     | Vladimir Graudyn    | 1'47"68     | Faouzi Lahbi         | 1'47"79     |
| 1.500 m | Marcus O'Sullivan | 3'39"04     | José Manuel Abascal | 3'39"13     | Han Kulker           | 3'39"51     |
| 3.000 m | Frank O'Mara      | 8'03"32     | Paul Donovan        | 8'03"39     | Terry Brahm          | 8'03"92     |
| Marcia 5.000 m (dettagli) | Michail Ščennikov | 18'27"79    | Jozef Pribilinec    | 18'27"80    | Ernesto Canto        | 18'38"71    |
| Corse a ostacoli |                   |             |                     |             |                      |             |
| 60 hs | Tonie Campbell    | 7"51        | Stéphane Caristan   | 7"62        | Nigel Walker         | 7"66        |
| Salti |                   |             |                     |             |                      |             |
| Salto in alto | Igor' Paklin      | 2,38 m      | Gennadij Avdeenko   | 2,38 m      | Ján Zvara            | 2,34 m      |
| Salto con l'asta | Serhij Bubka      | 5,85 m      | Earl Bell           | 5,80 m      | Thierry Vigneron     | 5,80 m      |
| Salto in lungo | Larry Myricks     | 8,23 m      | Paul Emordi         | 8,01 m      | Giovanni Evangelisti | 8,01 m      |
| Salto triplo | Mike Conley       | 17,54 m     | Oleg Protsenko      | 17,26 m     | Frank Rutherford     | 17,02 m     |
| Lanci |                   |             |                     |             |                      |             |
| Getto del peso | Ulf Timmermann    | 22,24 m     | Werner Günthör      | 21,61 m     | Sergej Smirnov       | 20,67 m     |
| record mondiale; record mondiale stagionale; record africano; record asiatico; record europeo; record nord-centroamericano e caraibico; record sudamericano; record oceaniano; record dei campionati; record nazionale; record personale; record personale stagionale. |                   |             |                     |             |                      |             |

### Donne
| Specialità | Oro                 | Prestazione | Argento             | Prestazione | Bronzo            | Prestazione |
| Corse piane |                     |             |                     |             |                   |             |
| 60 m | Nelli Cooman        | 7"08        | Anelia Nuneva       | 7"10        | Angela Bailey     | 7"12        |
| 200 m | Heike Drechsler     | 22"27       | Merlene Ottey       | 22"66       | Grace Jackson     | 23"21       |
| 400 m | Sabine Busch        | 51"66       | Lillie Leatherwood  | 52"54       | Judit Forgács     | 52"68       |
| 800 m | Christine Wachtel   | 2'01"32     | Gabriela Sedláková  | 2'01"85     | Lyubov Kiryukhina | 2'01"98     |
| 1.500 m | Doina Melinte       | 4'05"68     | Tat'jana Dorovskich | 4'07"08     | Svetlana Kitova   | 4'07"59     |
| 3.000 m | Tat'jana Dorovskich | 8'46"52     | Olga Bondarenko     | 8'47"08     | Maricica Puică    | 8'47"92     |
| Marcia 3.000 m | Olga Krishtop       | 12'05"49    | Giuliana Salce      | 12'36"76    | Ann Peel          | 12'38"97    |
| Corse a ostacoli |                     |             |                     |             |                   |             |
| 60 hs | Cornelia Oschkenat  | 7"82        | Jordanka Donkova    | 7"85        | Ginka Zagorčeva   | 7"99        |
| Salti |                     |             |                     |             |                   |             |
| Salto in alto | Stefka Kostadinova  | 2,05 m      | Susanne Beyer       | 2,02 m      | Emilia Dragieva   | 2,00 m      |
| Salto in lungo | Heike Drechsler     | 7,10 m      | Helga Radtke        | 6,94 m      | Yelena Belevskaya | 6,76 m      |
| Lanci |                     |             |                     |             |                   |             |
| Getto del peso | Natal'ja Lisovskaja | 20,52 m     | Ilona Briesenick    | 20,28 m     | Claudia Losch     | 20,14 m     |
| record mondiale; record mondiale stagionale; record africano; record asiatico; record europeo; record nord-centroamericano e caraibico; record sudamericano; record oceaniano; record dei campionati; record nazionale; record personale; record personale stagionale. |                     |             |                     |             |                   |             |

## Medagliere
| Posizione | Paese            | Oro | Argento | Bronzo | Totale |
| --------- | ---------------- | --- | ------- | ------ | ------ |
| 1         | Unione Sovietica | 6   | 5       | 4      | 15     |
| 2         | Stati Uniti      | 6   | 3       | 2      | 11     |
| 3         | Germania Est     | 6   | 3       | 0      | 9      |
| 4         | Irlanda          | 2   | 1       | 0      | 3      |
| 5         | Bulgaria         | 1   | 2       | 2      | 5      |
| 6         | Brasile          | 1   | 0       | 1      | 2      |
| 6         | Paesi Bassi      | 1   | 0       | 1      | 2      |
| 6         | Romania          | 1   | 0       | 1      | 2      |
| 9         | Cecoslovacchia   | 0   | 2       | 1      | 3      |
| 9         | Francia          | 0   | 2       | 1      | 3      |
| 11        | Italia           | 0   | 1       | 2      | 3      |
| 12        | Giamaica         | 0   | 1       | 1      | 2      |
| 13        | Cuba             | 0   | 1       | 0      | 1      |
| 13        | Nigeria          | 0   | 1       | 0      | 1      |
| 13        | Spagna           | 0   | 1       | 0      | 1      |
| 13        | Svizzera         | 0   | 1       | 0      | 1      |
| 17        | Canada           | 0   | 0       | 2      | 2      |
| 18        | Bahamas          | 0   | 0       | 1      | 1      |
| 18        | Germania Ovest   | 0   | 0       | 1      | 1      |
| 18        | Marocco          | 0   | 0       | 1      | 1      |
| 18        | Messico          | 0   | 0       | 1      | 1      |
| 18        | Regno Unito      | 0   | 0       | 1      | 1      |
| 18        | Ungheria         | 0   | 0       | 1      | 1      |
| Totale    | Totale           | 24  | 24      | 24     | 72     |